# Einar Holbøll
Einar Holbøll (né le 20 décembre 1865 et mort le 23 février 1927) est un postier danois, créateur des vignettes de Noël dont la vente depuis décembre 1904 aide la lutte contre la tuberculose au Danemark. L'idée est, dès les années 1900, reprise en Scandinavie et au-delà.

## Biographie
Fils d'un officier de marine, Holbøll choisit ce métier à la fin de ses études. Un rhumatisme articulaire aigu le contraint d'y renoncer. Il devient postier en 1886.
En 1903, il soumet à ses supérieurs un projet de vignette que les usagers colleraient sur le courrier de Noël et de vœux de nouvel an qui permettrait de lever des fonds pour lutter contre la tuberculose. La première vignette est vendue en décembre 1904 et les fonds recueillis permettent l'achat d'un terrain pour un sanatorium près de Kolding.
L'année de sa mort, la vignette danoise de Noël lui rend hommage.

## Sources
- David Watkins, « For public consumption », article publié dans Stamp Magazine n°74-1, janvier 2008, pages 70-71.